# Nuova Università Bulgara

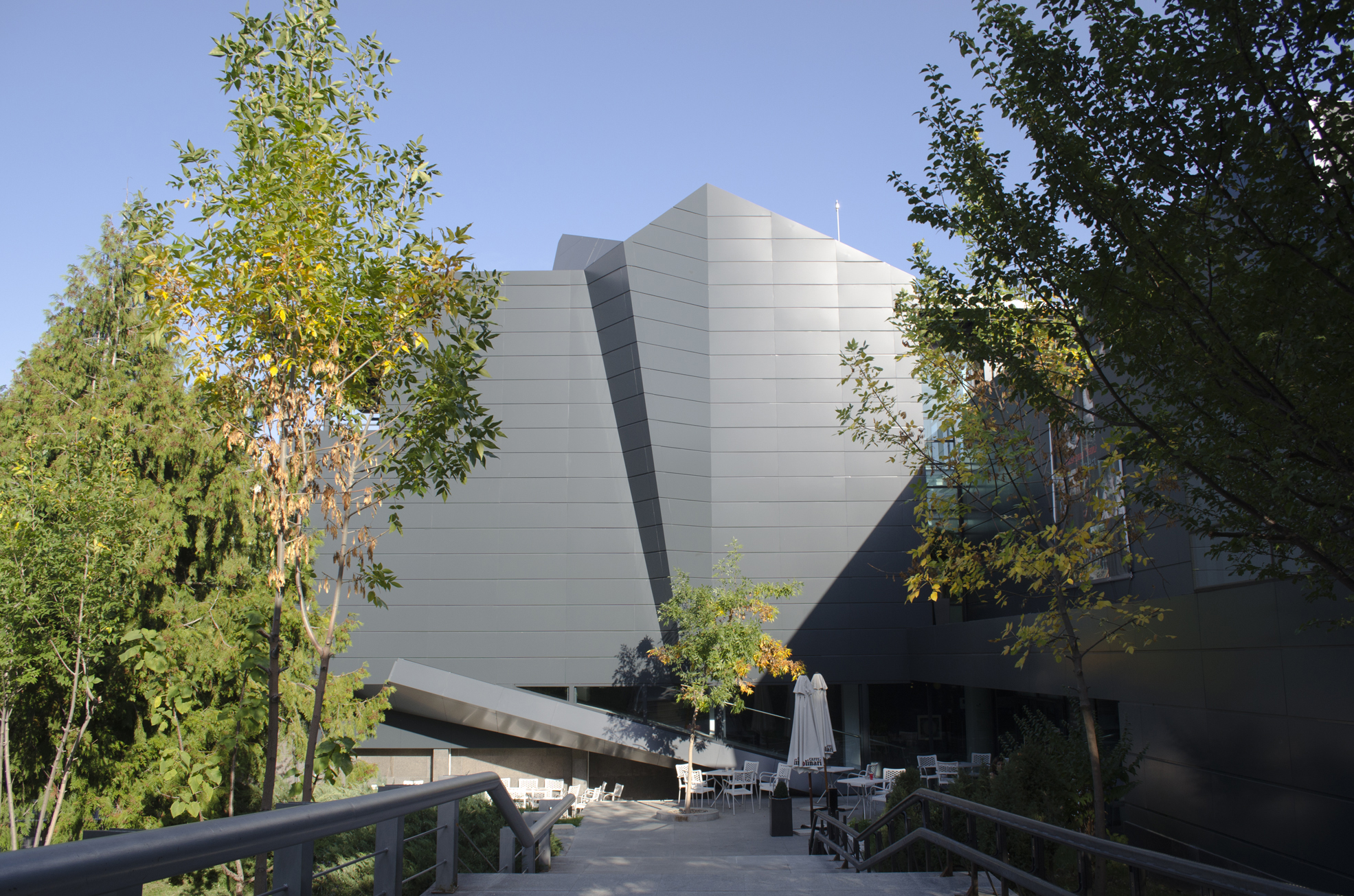
UniArt Galleria - vista esterna.

La Nuova Università Bulgara, NUB, (in bulgaro Нов български университет, abbreviato in НБУ) è una università privata con sede a Sofia, la capitale del paese. È la prima università privata di Bulgaria, e una delle facoltà di economia più quotate del paese. A partire dal 2004, l'ateneo conta 7.551 studenti in corso e 3.201 laureati.

## Descrizione
Il campus universitario della NUB si trova a Ovcha kupel, municipio nella parte occidentale di Sofia, ed è formato da due edifici principali, nei quali si trova anche la biblioteca universitaria. Tra i programmi offerti vi sono 24 lauree di primo livello, 56 tra lauree magistrali e master e 20 dottorati di ricerca.
L'ateneo bulgaro ha stretto numerose convenzioni con diverse università italiane. In particolare:
- un accordo tra il centro di Ricerche Semiotiche della NUB e le università di Modena e Reggio Emilia, di Torino e di Bari.
- la collaborazione tra il Dipartimento di Cinema, Pubblicità e Impresa dello Spettacolo e la Facoltà di Design grafico dell'università di Milano;Università degli studi di Bologna Alma Mater Studiodum.
- l'accordo tra il Dipartimento di Antropologia e l'Università Sapienza di Roma[3];

A queste si aggiungono le collaborazioni tra il Dipartimento di Storia della Cultura e la fondazione “Romualdo Del Bianco” per la cooperazione e lo sviluppo delle relazioni istituzionali culturali. Nell'aprile 2005 è stato inoltre stipulato un accordo con il teatro sperimentale “A. Belli” di Spoleto, nell'ambito musicale per il sostegno dei giovani operisti.